# Storholmen (i Björkboda träsk, Kimitoön)
Storholmen är en ö i Finland. Den ligger i sjön Björkboda träsk och i kommunen Kimitoön i den ekonomiska regionen  Åboland  och landskapet Egentliga Finland, i den södra delen av landet, 130 km väster om huvudstaden Helsingfors. Öns area är 0,6 hektar och dess största längd är 130 meter i nord-sydlig riktning.